# 羅伯·雷納
羅伯特·雷納（英語：Robert Reiner，1947年3月6日—）是一名美國男演員、編劇、導演、製片人及權利運動家。較知名的是在電視劇《一家子》（1971年至1979年）中飾演麥可·希蒂维奇一角，並於1970年代間因此角贏得兩次艾美獎。
除了演員外，雷納也是名導演，他曾執導過搖滾仿紀錄片《搖滾萬萬歲》（1984年）、浪漫奇幻喜劇片《公主新娘》（1987年）、心理恐怖驚悚片《戰慄遊戲》（1990年）和浪漫愛情片《白宮夜未眠》（1995年）。

## 早期生活
羅伯·雷納出生於紐約州布朗克斯的一個猶太人家庭，且是著名喜劇演員卡爾·雷納和女演員艾絲特爾·雷納的兒子。在他孩童時期，雷納住在新羅謝爾邦妮草甸路48號。雷納畢業於加利福尼亞大學洛杉磯分校的戲劇、電影及電視學院。

## 作品列表

### 電影

#### 導演
| 年份 | 標題               | 附註         |
| ---- | ------------------ | ------------ |
| 1984 | 《搖滾萬萬歲》     | 兼演員和編劇 |
| 1985 | 《校門外》         |              |
| 1986 | 《站在我這邊》     |              |
| 1987 | 《公主新娘》       | 兼監製       |
| 1989 | 《當哈利遇上莎莉》 | 兼監製       |
| 1990 | 《戰慄遊戲》       | 兼監製       |
| 1992 | 《軍官與魔鬼》     | 兼監製       |
| 1994 | 《浪子保鑣》       |              |
| 1995 | 《白宮夜未眠》     | 兼監製       |
| 1996 | 《密西西比謀殺案》 | 兼監製       |
| 1999 | 《Kiss情人》       | 兼演員和監製 |
| 2003 | 《戀愛書成班》     | 兼演員和監製 |
| 2005 | 《當真愛碰上八卦》 |              |
| 2007 | 《一路玩到掛》     | 兼監製       |
| 2010 | 《怦然心動》       | 兼監製和編劇 |
| 2012 | 《再造奇蹟》       | 兼監製       |
| 2014 | 《如此這般》       | 兼演員和監製 |
| 2015 | 《我是查理》       | 兼監製       |
| 2016 | 《林登·詹森》      | 兼監製       |
| 2017 | 《震撼真相》       | 兼演員和監製 |

## 外部連結
- 羅伯·雷納在互联网电影资料库（IMDb）上的資料（英文）
- Rob Reiner Archive of American Television Interview （页面存档备份，存于）
- American Foundation for Equal Rights
- Parents Action for Children （页面存档备份，存于）
- 在美国电视档案馆上的Rob Reiner採訪視頻